# 송현동 (서울)
송현동(松峴洞)은 서울특별시 종로구의 법정동이다. 행정동으로는 삼청동에 포함된다.

## 지명
송현(松峴)이라는 지명은 조선 시대에 이 곳이 소나무 언덕이었기에 붙여졌다. 이에 대하여는 『태조실록(太祖實錄)』7년 4월 임진조(壬辰條)에 「경복궁 좌강(左岡)의 송(松)이 고(枯)하여서 근강인가를 철할 것을 명하였다」라고 한 기록이 있다. 조선 초부터 있었던 송현이란 지명은 조선후기에는 영조 때의 도성지도에서 표시되고 있으며 지금은 동명에 그 이름이 남아 있다.

## 역사
조선 말 세도가이자 친일파로 알려진 윤덕영과 윤택영 형제가 송현동의 대부분을 소유하고 있었다가 일제강점기에는 조선식산은행이 송현동을 매입하여 직원 숙소를 지었다. 해방 이후에는 미국 정부와 한국 정부가 맺은 '재정 및 재산에 관한 최초협정(Initial Financial and Property Settlement of 1948)'의 보충 조항에 따라 미국이 관심을 가지는 부지의 소유권을 미국 정부에 양도해야 했는데, 송현동과 사간동이 여기에 포함되었다. 미국 정부는 한국 정부로부터 송현동의 소유권을 넘겨 받아 미국 대사관 직원 숙소를 지었다. 이 부지의 면적은 36,642m²이다.
1997년 미국 정부는 미국 대사관 직원 숙소를 이전하고 새로 건축하기 위해 송현동 부지를 삼성생명에 1400억 원에 매각하였다. 삼성생명은 호암미술관을 통해 매입하여 대규모 현대미술관을 짓고자 했다. 삼성생명은 외환위기로 달러화가 급등하자 계약을 파기했다가 2000년에 다시 매입을 추진하여 1400억 원에 송현동 부지를 매입하였으나 본래 계획이 추진되지 못했다. 
2008년 삼성생명은 대한항공(한진그룹)에 2900억 원에 매각했다. 대한항공은 송현동 부지에 지상 4층·지하 4층 규모의 호텔과 전시장을 짓고자 하였는데, 이 계획은 송현동 부지가 덕성여고, 덕성여중, 풍문여고와 인접해 있어 교육청의 심의 대상이 되었다. 학교 주변에 호텔을 지으려면 교육청 산하 학교환경위생정화위원회의 승인을 얻어야 하는 법령이 있다. 대한항공은 약 5년간 서울중부교육청과 법정 다툼을 하였으나 학생들의 학습권과 건강권을 이유로 3심 모두 패소했다.
2011년 김영종 종로구청장은 송현동 부지와 현 종로구청 부지를 맞바꾸어 송현동에 한옥 청사를 짓고자 했다.
2013년 청와대에서 대통령과 10대 그룹 총수들의 오찬 간담회에서 조양호 한진그룹 회장은 송현동 부지에 건립하고자 한 호텔을 염두에 두고 "특급관광호텔의 건립 규제 완화가 절실하다"고 요청했고 박근혜 대통령은 "투자를 하지 못하고 몇 년 동안 기다리는 상황에 대한 해결책이 꼭 나왔으면 좋겠다"고 응답했다. 당시 관광호텔 건립 요건을 완화하는 관광진흥법 개정안이 국회에 제출된 상태였고, 정세균 의원은 "대통령과 재벌 총수간의 대화를 통해 관광진흥법 개정안의 특정기업 특혜의혹이 보다 분명해졌다"고 비판했다. 2013년 9월 5일, 송현동 옆 대한출판문화협회 강당에서 정세균 의원이 주최한 토론회 <송현 지키기, 서울 지키기: 송현동 미 대사간 숙소 부지 어떻게 할 것인가>가 열렸다. 이후 김원 (주)건축환경연구소 광장 대표는 신축한 종로구청사 마당을 미술관과 조각공원으로 만들어 시민에게 개방하자는 안을 냈다.
한옥 호텔은 조현아가 추진했는데, 땅콩 회항 논란으로 부정적 여론이 생겼다.
2019년 2월, 조원태 체제의 대한항공이 송현동 부지 매각 계획을 발표하였다. 조현아는 이에 반발했다.
그후 종로구는 송현동 매입 및 공원화를 논의하기 시작했다. 종로구 주관의 1차 토론회는 6월에 전문가 토론회로, 2차 토론회는 10월에 100인 시민 토론회로 열렸다. 박원순 서울시장은 6월 서울시의회 시정질문에서 "이 부지 시가를 5000억 원 정도로 판단하는데 종로구청이 말하는 것처럼 중앙 정부가 이 부지를 매입해 일부는 공원화하고 일부는 전통문화를 현양할 수 있는 시설이 들어오는 것이 적절하다"고 말했다. 같은 해 10월 서울혁신파크에서 열린 서울시 미래혁신포럼에서 시민단체 '솔방울커먼즈'는 송현동이 도시 투기의 역사를 보여준다며 독점이나 차별 없이 시민들이 함께 만들어가는 송현동에 대하여 발표했다.
서울시는 공원부지로 강제 지정할 뜻을 내비쳤고, 코로나19 범유행이 터지면서 대한항공의 유동성 확보 필요성이 커지자, 대한항공은 제값을 받지 않고 팔순 없다고 반발했다. 그러나 현재 인수가와 매매 방법을 놓고 양측의 합의가 조율되고 있다.

## 같이 보기
- 대한민국의 행정 구역